# Wakamatsu-ku
Wakamatsu-ku (若松区?) è uno dei sette quartieri amministrativi della città di Kitakyūshū, in Giappone.